# Nicolas Collins
Nicolas Bernd Collins (* 26. März 1954 in New York City) ist ein amerikanischer Komponist und Klangkünstler, der auch als Improvisationsmusiker (Elektronik, Trompete, Samplingposaune) hervorgetreten ist. Allmusic zufolge war er einer der ersten, die den Computer als Instrument in Konzerten einsetzten.

## Wirken
Collins studierte an der Wesleyan University Musik, vor allem bei Alvin Lucier Komposition (B.A. 1976, M.A. 1979). Er wirkte als Komponist und präsentierte Klanginstallationen in den Vereinigten Staaten, Europa, Südamerika und Japan. Zunächst nutzte er einfache Mittel der elektronischen Klangerzeugung bei Live-Konzerten (etwa Chips für die Tonwahl von Telefonen), dann war er ein Pionier in der Verwendung von Mikrocomputern. Ausgiebig nutzte er selbstgebaute elektronische Schaltkreise, Radios, gefundenes Klangmaterial und transformierte Musikinstrumenten und gilt als einer der Verfechter des Do-it-Yourself-Prinzips in der elektroakustischen Musik. In den 1980er Jahren tourte er auch mit Gruppen wie den Composers Inside Electronics um David Tudor und John Zorns Cobra-Kollektiv. 
Auch entwickelte Collins eine Kombination von Posaune und Computer, die es erlaubt, gesampelte Klänge mittels der Posaune zu steuern. Sie setzte er auf der CD 100 of the World’s Most Beautiful Melodies (1988) ein, das 42 kurze improvisierte Duette mit fünfzehn Musikern enthielt, darunter George Lewis, Shelley Hirsch, Tom Cora und Christian Marclay. Später legte er den Schwerpunkt auf das gesprochene Wort und kombinierte eigenwillige Elektronik mit konventionellen akustischen Instrumenten. In It Was a Dark and Stormy Night (1990) wird eine Reihe von ineinander verschachtelten, vom Solisten gesprochenen Erzählungen von einem selbstreferentiellen musikalischen Prozess begleitet, der allmählich den Ursprung des Materials enthüllt – ein gelooptes Musikstück. Sein Hauptwerk, Truth in Clouds (1999), ist ein Musiktheaterstück über eine Séance, bei der mit Hilfe eines Ouija-Bretts, das aus einem MIDI-Konverter besteht, Stimmen aus allen Teilen des Saals zu hören sind.
1992 siedelte Collins in die Niederlande über, wo er drei Jahre lang als künstlerischer Leiter der Stichting STEIM tätig war. 1996/97 wirkte er mit einem DAAD-Stipendium als Komponist in Berlin, wo die Zusammenarbeit mit Ensembles wie Zeitkratzer, Kammerensemble Neue Musik Berlin und dem Netherlands Wind Ensemble begann. Bei den Wittener Tagen für Neue Kammermusik 1999 wurde seine Komposition Nachtlicht uraufgeführt. Wiederholt ist er in den beiden folgenden Dekaden bei den Berliner Festspielen aufgetreten. Seine Werke sind auf zahlreichen Aufnahmen vertreten und wurden weltweit im Hörfunk und Fernsehen ausgestrahlt.
Collins wurde auch bekannt als Autor der Monographie Handmade Electronic Music – The Art of Hardware Hacking und durch seine vielfältigen Workshops, die er im Zusammenhang mit dieser Thematik durchgeführt hat. Im Februar 2025 hat er im Verlag Bloomsbury das Buch Semi-Conducting – Rambles through the Post-Cagean Thicket veröffentlicht. Weiterhin schrieb er für The Contemporary Music Review, MusikTexte, und den Cambridge Companion to Electronic Music; ab 1997 war er Chefredakteur des Kunstmagazins Leonardo Music Magazine, das das Massachusetts Institute of Technology herausgab.
Collins arbeitete auch als Kurator von Performance- und Installationskunst und war als Vorstandsmitglied, Kurator und Berater für zahlreiche kulturelle Organisationen wie PS1, The Clocktower, The Kitchen, Roulette Intermedium, Studio PASS, das Relache Ensemble, De Ijsbreker, Podewil und das Lucerne Festival tätig. Ab 1999 lehrte er als Professor am Art Institute of Chicago.
Collins ist mit der Kunsthistorikerin Susan Tallman verheiratet.